# Enrico Novellini
Enrico Novellini (San Martino dell'Argine, 26 agosto 1937 – Mantova, 12 agosto 2011) è stato un politico italiano.
Laureato in economia e commercio e funzionario pubblico, segretario provinciale negli anni '70, nenniano e poi craxiano, è stato eletto alla Camera dei deputati nel 1976 e al Senato della Repubblica nel 1979 e nel 1983 dove rimase fino al 1987. Segretario provvisorio della Presidenza del Senato nel 1979, fu anche sottosegretario di Stato all'Industria, commercio e artigianato nei due governi Spadolini (I e II) e nel governo Fanfani V.
Muore all'età di 73 anni dopo una lunga malattia.